# No Surprises
"No Surprises" é um single da banda britânica Radiohead. Ele foi lançado como o quarto e último single do álbum OK Computer, de 1997, acompanhado por um videoclipe que trazia uma única filmagem do vocalista Thom Yorke numa bolha de plástico que era preenchida gradativamente com água. O single atingiu o quarto lugar nas paradas do Reino Unido.

## Origem e gravação
O Radiohead compôs "No Suprises" enquanto estava em turnê com o R.E.M. em 1995. "No Surprises" foi a primeira canção a ser gravada no primeiro dia das gravações de OK Computer. A versão da música ouvida no álbum é o primeiro take, não houve tentativas adicionais. O vocalista Thom Yorke comentou que eles "fizeram incontáveis tentativas de gravá-la novamente depois [...] e todas elas não passavam de covers da primeira versão. Então desistimos e ficamos com a original".

## Composição
As letras originalmente contavam a história de um homem que havia se cansado com a forma que as coisas aconteciam com ele e que estava tendo problemas com sua namorada. Dois versos desta versão são "He was sick of her excuses / To not take off her dress when bleedin' in the bathroom" ("Ele estava cansado das desculpas dela / De não tirar a roupa quando sangrava no banheiro"). Ao se prepararem para gravar a música, Yorke alterou a letra dramaticamente; ao invés de contar uma história de amor de um homem e sua namorada, a canção passou a referenciar alguém tirando a própria vida, como evidenciado em versos como "I'll take a quiet life / A handshake of carbon monoxide" ("Vou escolher uma vida tranquila / Um aperto de mão de monóxido de carbono") para ilustrar a complacência da "normalidade" britânica.

## Videoclipe
O videoclipe da música foi dirigido por Grant Gee. O video consiste de um único close-up da cabeça de Thom Yorke dentro de uma redoma transparente, parecida com um capacete de astronauta. A letra é mostrada durante toda a música refletida na redoma, subindo vagarosamente. Após o primeiro verso, a redoma começa a se encher de água. Thom continua a cantar ao mesmo tempo que tenta levantar sua cabeça para se proteger da água que sobe. Uma vez que a redoma está completamente cheia de água, Thom fica imóvel por cerca de um minuto, após o que a redoma é esvaziada e ele continua a cantar.
Em uma das cenas do documentário de Grant Gee sobre a banda, Meeting People Is Easy, é mostrado o canal de notícias Sky News exibindo e discutindo desfavoravelmente o clipe.
Para segurança de Thom, o video foi filmado em alta velocidade e depois reproduzido em câmera lenta. A música acelera durante a filmagem quando Thom está totalmente submerso, até que ele puxa a válvula que libera a água. Apesar das medidas de segurança, no documentário de Grant Gee Thom se mostra visivelmente mais desconfortável e agitado a cada novo take.

## Posição nas paradas musicais
| Parada (1998)                                 | Melhor posição |
| --------------------------------------------- | -------------- |
| Austrália (ARIA)                              | 47             |
| Bélgica (Ultratip Bubbling Under de Flandres) | 13             |
| Europa (Eurochart Hot 100)                    | 27             |
| França (SNEP)                                 | 31             |
| Islândia (Íslenski Listinn Topp 40)           | 9              |
| Irlanda (IRMA)                                | 13             |
| Países Baixos (Single Top 100)                | 58             |
| Nova Zelândia (Recorded Music NZ)             | 23             |
| Escócia (Scottish Singles Chart)              | 6              |
| Reino Unido (UK Singles Chart)                | 4              |

| Parada (1998)     | Posição |
| ----------------- | ------- |
| Reino Unido (OCC) | 171     |